# Henry Gerlach
Henry Gerlach (...) è un ex bobbista tedesco.

## Biografia
Viene ricordato come vincitore di una medaglia d'oro nella sua disciplina, vittoria avvenuta ai campionati mondiali del 1981 (edizione tenutasi a Cortina d'Ampezzo, Italia) insieme ai suoi connazionali Bernhard Germeshausen, Hans-Jürgen Gerhardt e Michael Trübner
Nell'edizione l'argento e il bronzo andarono alle nazionali svizzere. Ai mondiali del 1983 vinse una medaglia di bronzo sempre nel bob a quattro.